# Chamartín (distrito)
Chamartín é um distrito da cidade espanhola de Madrid situado ao norte da cidade. Está limitado a norte com Fuencarral-El Pardo, a leste com Ciudad Lineal, a sul com o distrito de Salamanca, a sudoeste com Chamberí e a oeste com Tetuán. O distrito tem uma superfíe 9,2 km² e uma população de 142.626.

## História
Originalmente neste local estava um povoado, dos arredores de Madrid, denominado Chamartín de la Rosa, e cujos terrenos pertenciam, na sua grande maioria, aos Duques de Pastrana. Napoleão Bonaparte ficou aí instalado, num palácio, aquando da sua viagem a Madrid, durante a Guerra Peninsular, como narra Benito Pérez Galdós num dos seus Episodios Nacionales, intitulado precisamente "Napoleão em Chamartín".

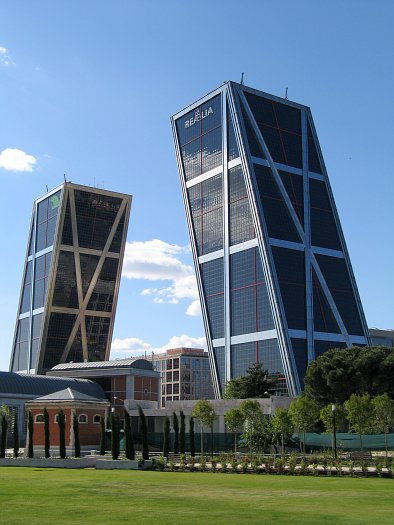
Plaza de Castilla.

Posteriormente, em 1880, os Duques de Pastrana doaram os seus terrenos à chamada Quinta del Recuerdo, com o propósito de aí construir o Colegio Nuestra Señora del Recuerdo, conhecido como os Jesuítas de Chamartín, um dos mais importantes centros escolares da capital de Espanha no século XX. Como consequência da expansão da cidade, em meados do século XX, Chamartín foi anexado a Madrid em 5 de Junho de 1948.

## Bairros
Este distrito está dividido em seis bairros:
- Ciudad Jardín
- El Viso
- Hispanoamérica
- Nueva España
- Castilla
- Prosperidad